# Here and Now (Art Farmer)
Here and Now è un album dei Jazztet di Art Farmer e Benny Golson, pubblicato dalla Mercury Records nel 1962. I brani furono registrati al Nola's Penthouse Sound Studios di New York (Stati Uniti) nelle date indicate nella lista tracce.

## Tracce
Lato A
1. Tonk – 6:30 (Ray Bryant) – Registrato il 2 marzo 1962
2. Rue Prevail – 4:21 (Art Farmer) – Registrato il 28 febbraio 1962
3. Richie's Dilemma – 5:05 (Harold Mabern) – Registrato il 2 marzo 1962
4. Whisper Not – 5:14 (Benny Golson) – Registrato il 2 marzo 1962

Lato B
1. Just in Time – 5:21 (Adolph Green, Betty Comden, Jule Styne) – Registrato il 28 febbraio 1962
2. Ruby, My Dear – 5:05 (Thelonious Monk) – Registrato il 28 febbraio 1962
3. In Love in Vain – 7:10 (Jerome Kern, Leo Robin) – Registrato il 28 febbraio 1962
4. Sonny's Back – 4:00 (Grachan Moncur III) – Registrato il 2 marzo 1962

Edizione CD del 1998, pubblicato dalla Verve Records
1. Tonk – 6:46 (Ray Bryant)
2. Rue Prevail – 4:23 (Art Farmer)
3. Richie's Dilemma – 5:07 (Harold Mabern)
4. Whisper Not – 5:17 (Benny Golson)
5. Just in Time – 5:22 (Adolph Green, Betty Comden, Jule Styne)
6. Ruby, My Dear – 5:06 (Thelonious Monk)
7. In Love In Vain – 7:08 (Jerome Kern, Leo Robin)
8. Sonny's Back – 4:02 (Grachan Moncur III)
9. Tonk (45-rpm Take) – 3:01 (Ray Bryant) – Bonus Track
10. Sonny's Back (45-rpm Take) – 2:51 (Grachan Moncur III) – Bonus Track[4]

- Brani 9 e 10 registrati il 2 marzo 1962 a New York (Nola's Penthouse Sound Studios)

## Musicisti
- Art Farmer - tromba, flicorno
- Benny Golson - sassofono tenore
- Grachan Moncur III - trombone
- Harold Mabern - pianoforte
- Herbie Lewis - contrabbasso
- Roy McCurdy - batteria